# WFME (AM)
WFME (AM 1560) es una emisora de radio licenciada en Nueva York, en el Estado de Nueva York, sirviendo al Área metropolitana de Nueva York. La estación pertenece a Family Radio.
WFME tiene una potencia de transmisión de 50.000 watts y está considerado como una estación denominada Clear-channel. En algunas noches, WFME puede ser escuchado hacia el oeste hasta Cleveland, Ohio, y al norte en Ottawa, Canadá.

## Historia

### John Hogan/Interstate Broadcasting (1929-1944)

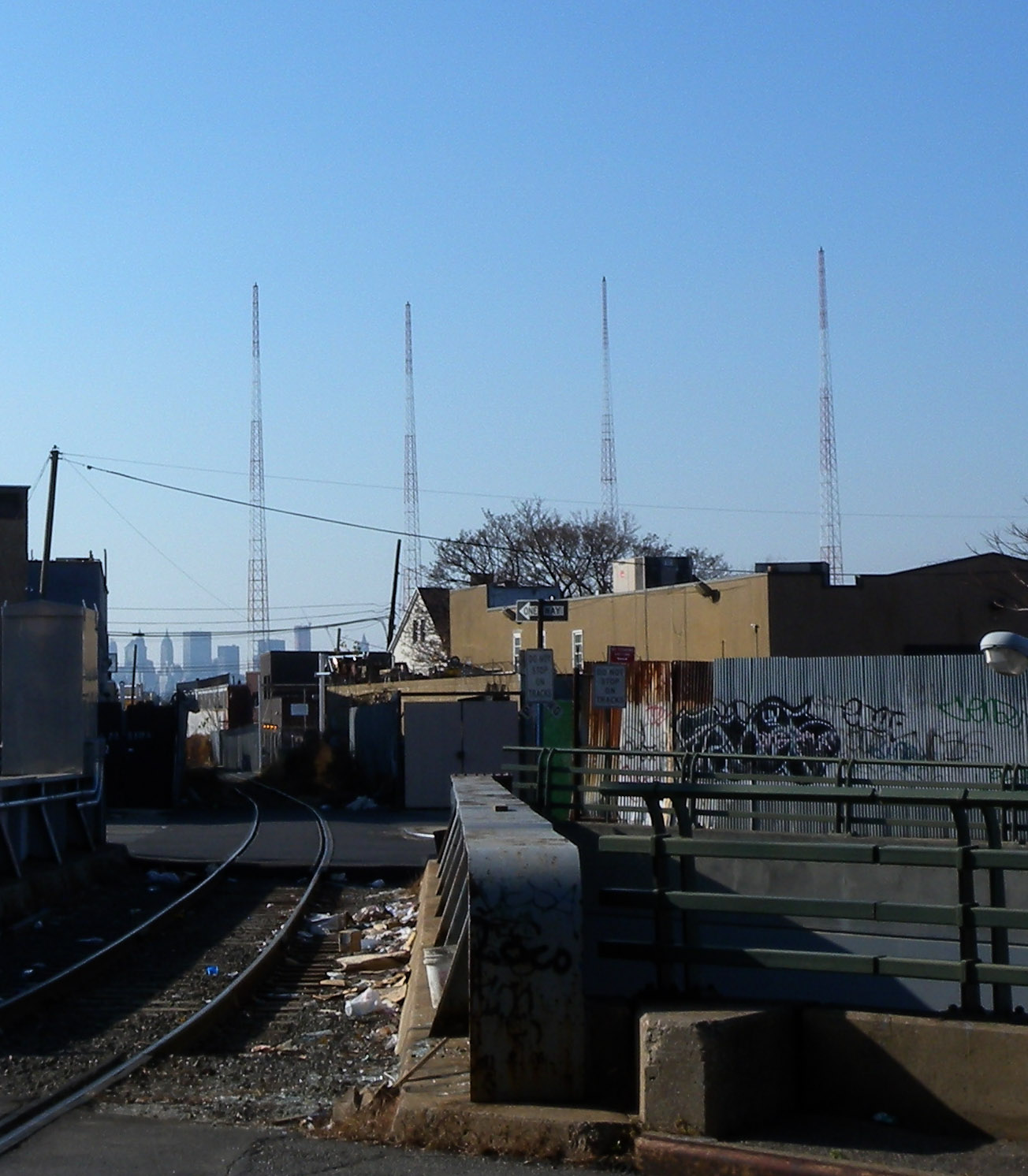
Antenas transmisoras

WFME empezó a transmitir como W2XR, una estación experimental de televisión, propiedad de John Vincent Lawless Hogan, que funcionaba a 2.100 kHz y que salió al aire el 26 de marzo de 1929. Hogan fue un ingeniero de radio que era dueño de muchas patentes, y quería un permiso para una estación experimental. Para evitar interferencias, la frecuencia concedida en 1934 por la Comisión Federal de Radio fue muy por encima del rango de emisión normal, que en ese momento terminó en 1500 kilociclos. El permiso de Hogan fue uno de los cuatro permisos de construcción; los otros fueron W1XBS Waterbury y W9XBY Kansas City, tanto en 1530 kHz, y W6XAI Bakersfield, que comparte 1.550 kHz con W2XR. W2XR se licencia como una "emisora experimental" el 29 de junio de 1934. Pero Hogan también fue un gran conocedor de la música, y se basó en su propia colección de discos para proporcionar el sonido de sus experimentos, que por lo general se prolongó durante una hora por la noche. W2XR comenzó a transmitir grabaciones de música clásica en 1550 kHz. Sus emisiones de televisión llegaron a nada, pero Hogan comenzó a escuchar a desconocidos que le animó a seguir transmitiendo música.
En 1936, Hogan y Elliott Sanger formaron la Compañía de Radiodifusión Interestatal (Interstate Broadcasting Company), con la intención de convertir W2XR en una estación comercial, cuando ya había unas 25 estaciones de radio en Nueva York.
El transmisor, que utilizaba una antena casera montada sobre un poste de madera, se encontraba en un garaje en Long Island City, cerca del puente de Queensborough, y sus 250 watts proporcionaba la energía suficiente para alcanzar el centro de Manhattan y partes de Queens. El 3 de diciembre de 1936, cambió su indicativo a WQXR. El Tratado Norteamericano de Radiodifusión de 1941 extendió formalmente la banda de AM 1600 kHz, terminando el servicio de "alta fidelidad", pero manteniendo las cuatro estaciones originales cerca de sus posiciones de línea existentes. WQXR fue originalmente programado para pasar a 1.600 kHz como clase A III-estación regional de 5 kilovatios, pero fue capaz de persuadir a la FCC para que sea una estación de clase IB en 1.560 kHz en su lugar. 

### Los años del New York Times (1944-2007)
El New York Post se acercó a la empresa a principios de 1940 sobre la compra de las estaciones. Sanger dijo públicamente que él prefería venderlo a The New York Times, y a principios de 1944, el Times accedió a pagar un poco más de 1 millón de dólares por la Interstate Broadcasting Company. La solicitud de transferencia fue presentada ante la FCC el 1 de marzo de 1944, incluyendo un estado financiero que muestra que las estaciones habían hecho más de $ 22.000 en ganancias al año anterior, sobre ingresos de $ 411.000; después de aprobación de la FCC, la venta se completó el 25 de julio de 1944. (The Times continuó operando sus estaciones de radio bajo el nombre de la Interstate Broadcasting durante muchos años), pero ahora usando el nombre de The New York Times Company Radio.) Se difunde la música clásica a tiempo completo.
WQXR fue la primera emisora de AM en Nueva York para experimentar con la radiodifusión en estéreo, a partir de 1952. Durante algunos de sus conciertos en directo, se utilizaban  dos micrófonos colocados a seis pies de distancia. El micrófono de la derecha llevado al AM, y el otro a la izquierda a la FM, por lo que un oyente podría colocar dos radios de dos metros de distancia, uno sintonizado en 1560 y el otro a 96,3, y escuchar en estéreo.
En 1964, hubo una controversia cuando su programa 23:00 "Nightcap" fue patrocinado por Schenley (una marca de Licores). Las publicidades de licor se consideraban una violación de las normas voluntarias de la National Association of Broadcasters.
En 1971, The Times pone las estaciones WQXR en venta. Se recibieron muchas ofertas para la estación de FM, pero ninguna por el AM 1560 AM. Cuando la FCC acordó renunciar a las normas que prohíben las estaciones de la difusión simultánea si estaban transmitiendo la música clásica, The Times llevó a WQXR por fuera del mercado.
En 1992 la estación se separó de la transmisión simultánea de FM para el bien, el cambio a un formato de pop, que fue inaugurado por una actuación en directo de Tony Bennett. El cambio la siguió de cerca los pasos de la estación WNEW sobre las normas a la información comercial, y para reflejar que el patrimonio, WQXR cambió su indicativo a WQEW. Aunque tuvo éxito, los ingresos publicitarios de la estación no eran espectaculares, y el 28 de diciembre de 1998, el Times sacó el tapón y WQEW comenzó a transmitir la programación de Radio Disney después de entrar en un acuerdo de comercialización local de 8 años con The Walt Disney Company.

### Los tiempos de Disney/ABC (2007-2015)
Al final del acuerdo con el Times a finales de 2006, Disney tenía la opción de comprar la estación o ampliar el acuerdo comercial con el Times. Disney escoge la opción de compra a principios de enero de 2007. Disney/ABC se convirtió oficialmente en el propietario de la estación el 24 de mayo de 2007.
En agosto de 2014, Disney puso en venta 23 estaciones Radio Disney (entre ellas, WQEW) con el objetivo de centrarse más en las plataformas digitales. Originalmente, Disney planeó cerrar temporalmente las estaciones el 26 de septiembre, sin embargo, WQEW se mantuvo en el aire y continuó llevando la programación de Radio Disney (al igual que las demás estaciones en venta) hasta que fuese vendida.

### Family Radio (2015-presente)
En noviembre de 2014, Disney vendió WQEW a Family Radio, quien además opera WFME-FM y WNYJ-TV en Nueva York. La venta fue reportada originalmente por el Daily News el 14 de octubre, sin embargo, Disney había aclarado que aún no había acordado la venta. Family Radio adquirió la estación por $ 12.95 millones. La FCC aprobó la venta el 10 de febrero de 2015. Como resultado, la estación salió del aire el 17 de febrero de 2015, como anticipo al cambio de formato y de dueños. La venta se consumó el 20 de febrero de 2015 y cambió su indicativo por WFME.
La estación regresó al aire el 27 de febrero de 2015, emitiendo la programación de la cadena Family Radio.